# Пирог с дичью
Пирог с дичью (англ. Game pie) — разновидность мясного пирога. Блюдо восходит к римским временам, когда основным ингредиентом было мясо диких птиц и зверей, таких как куропатки, фазаны, олени и зайцы. Пироги достигли своей самой изысканной формы в Викторианскую эпоху, со сложными рецептами, специальными приспособлениями для выпечки и сервировочными блюдами. Современные версии представляют собой более простые, но пикантные комбинации кролика, оленины, голубя, фазана и другой имеющейся в продаже дичи.

## Ранняя история
Пироги с дичью ели богатые во времена Римской империи. Немецкий историк Вильгельм Адольф Беккер утверждает, что император Август ел пироги с курицей, фазанами, голубями и утками.
В Средние века, упоминая про «выпекание метэ» (mete), описывали пирог, в котором мясо или рыба запекались с фруктами, специями и т. д. Мясо и соусы помещались в жёсткую и несъедобную оболочку из теста или «гроб» с крышкой, который запечатывают, затем запекают. Кастрюли не было: вместилищем выступала сама оболочка пирога. Часто оболочка выпечки считалась лишней и выбрасывалась. Процесс поднятия краёв пирога для образования прочной защитной корочки описан в старых поваренных книгах как «поднятие гроба». Термин «метэ» относится к пирогу, а не к мясу: в поваренной книге XV века даётся рецепт выпечки метэ для грушевого пирога с заварным кремом.
Описывая землевладельца или «франклина» в классике XIV века «Кентерберийские рассказы», Чосер писал: «Без выпечки метэ никогда не было бы его дома, Из рыбы и мяса, и этого так много». Лучшее мясо могло быть зарезервировано для богатых, в то время как их слуги ели худшие пироги, приготовленные из остатков, «umbles» — печени, сердца, рубца и других субпродуктов, отсюда и термин «поедание скромного пирога» («съесть скромный пирог» означает столкнуться с унижением и впоследствии извиниться за серьёзную ошибку).
В средневековые времена для пирога с дичью использовались такие птицы, как цапля, журавль, ворона, лебедь, аист, баклан и выпь, а также более мелкие птицы, пойманные в сети, такие как дрозды, скворцы и чёрные дрозды. Кулинарная книга XV века «Un Vyaunde furnez sanz nom de chare» описывает запекание телятины, трав, фиников и яиц, запеченных в корке, но другие источники описывают запекание курицы и голубя. Птиц часто помещали поверх пирогов с дичью в качестве украшений или «изюминок», и эта практика продолжалась и в викторианскую эпоху. В издании 1890-х годов «Книги ведения домашнего хозяйства» миссис Битон изображён пирог с дичью, увенчанный чучелом фазана.

## Периоды Тюдоров и Стюартов
На протяжении большей части периода правления Тюдоров и Стюартов, примерно с 1500 по 1685 год, правители и их придворные часто устраивали изысканные пиры, на которых развлечением было не только веселье, устраиваемое музыкантами, комиками, жонглёрами и акробатами, но и сама еда. Иногда их объединяли. Около 1630 года на обеде, на котором присутствовал Карл I, на стол поставили огромный пирог с дичью. Но когда корку сняли, из пирога выскочил карлик, вооружённый мечом и щитом.
В другом случае королю был подан пирог-сюрприз с живыми птицами, возможно, из известной английской детской песенки «Спой песнь про шесть пенсов».
Пироги с дичью того периода были слаще, чем в более поздние времена, и часто содержали фрукты, а также мясо, дичь и специи. Для начинки рождественского пирога для знати в эпоху Тюдоров традиционно использовали мясо лебедей, гусей или вальдшнепов; кроме того, постепенно набирала популярность индейка, завезённая в Англию из Нового Света в 1523 году. Пирог с дичью ели не только богачи. До принятия Закона об азартных играх 1816 года сельские жители имели право ловить мелкую дичь, такую как кролики и голуби, в дополнение к своему рациону. Более ценная дичь предназначалась для богачей, но, возможно, этому не всегда следовали. Шекспир в «Виндзорских проказницах» намекает на паштет из оленины, приготовленный из «больного убитого оленя».

## Франция
В 1653 году Франсуа Пьер Ла Варенн опубликовал свой новаторский труд Le Pâtissier françois. На обложке изображена деревенская кухня, где повар готовит пирог с дичью, окруженный мертвой дичью, которая должна была быть использована. Oreiller de la Belle Aurore — сложный пирог с дичью, названный в честь Клодин-Авроры Рекамье, матери Жана Антельма Брийя-Саварена. Большой квадратный пирог, который был одним из любимых блюд ее сына, состоит из разнообразной дичи и печени, телятины, свинины, трюфелей, холодца и многого другого в слоеном тесте. Он описан в классической гастрономической энциклопедии Larousse Gastronomique.

## Золотой век пирогов с дичью в Англии
В XVIII веке пироги с дичью, приготовленные для зажиточных дворян, могли быть очень изысканными. Ханна Гласс в своем бестселлере «The Art of Cookery Made Plain and Easy», впервые опубликованном в 1747 году, дала рецепт рождественского пирога, в который входили голубь, куропатка, курица и гусь, все c костями и помещённые друг в друга, а затем — в огромную индейку. В своей автобиографии 1816 года Уильям Хаттон вспоминает о своей бабушке по материнской линии:
Она была бережливой, но щедрой домохозяйкой и хорошо разбиралась в кулинарии, выпечке и кондитерских изделиях. Я слышал о пироге, который она приготовила в виде гуся, привязанного к вертелу; из настоящего гуся удалили кости; в него уложили утку без костей, в утку — курицу без костей, в курицу — куропатку без костей, в куропатку — голубя без костей. Все было должным образом приправлено, промежутки были заполнены густым соусом.

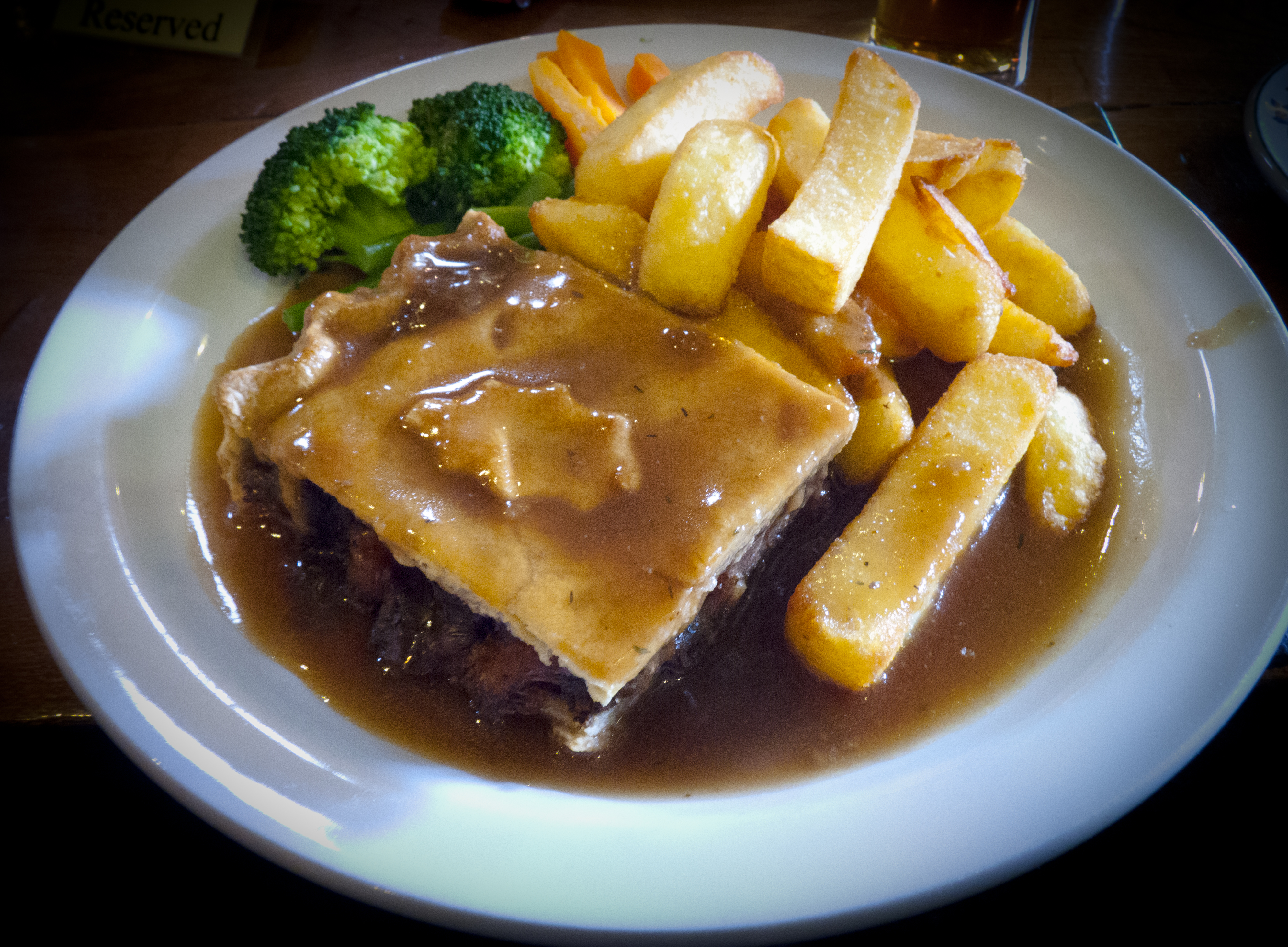
Пирог с дичью и картофелем в соусе

Бенджамин Дизраэли в своем романе «Венеция» описывает английский ужин примерно 1770 года, на котором были:
… этот шедевр кулинарного искусства, огромный пирог Батталия (Battalia pie), в котором тела цыплят, голубей и кроликов были забальзамированы специями, петушиными гребнями и пикантными шариками и хорошо приправлены одним из этих богатых соусов кларета, анчоусы и сладкие травы … [на] поверхности этого пирога … пытливый повар ухитрился изобразить все некогда живые формы, которые теперь были погребены в этой великолепной гробнице.
В какой-то момент пироги с дичью стали подавать холодными. В первой половине XIX века для графа Сефтона был приготовлен огромный пирог из дичи, который должен был быть подарен Ливерпульской корпорации. В нем была самая разнообразная дичь, фаршированная одна птица внутри другой, а также трюфели, телятина, бекон и другие ингредиенты. Мясо сначала варили, затем охлаждали льдом и помещали в огромную кондитерскую оболочку с корочкой, которую далее готовили в течение трех часов. После заливки горячего заливного соуса в пирог через воронку ему снова давали остыть в течение двух дней, прежде чем подавать холодным. Поваренная книга 1845 года «The practical cook, English and foreign» описывает аналогичные пироги с дичью из цыплят, голубей, куропаток, зайцев, кроликов, фазанов, серых ржанок, тетеревов, диких или мелких птиц, в которые могут быть добавлены кусочки ветчины. При всем этом добавляли холодец из телячьей ножки или тушеную до желе косточку телячьей рульки, чтобы при охлаждении пирога образовывался холодец. Затем холодный пирог нарезали и подавали так же, как близкий ему современный пирог со свининой.

## Формы и посуда

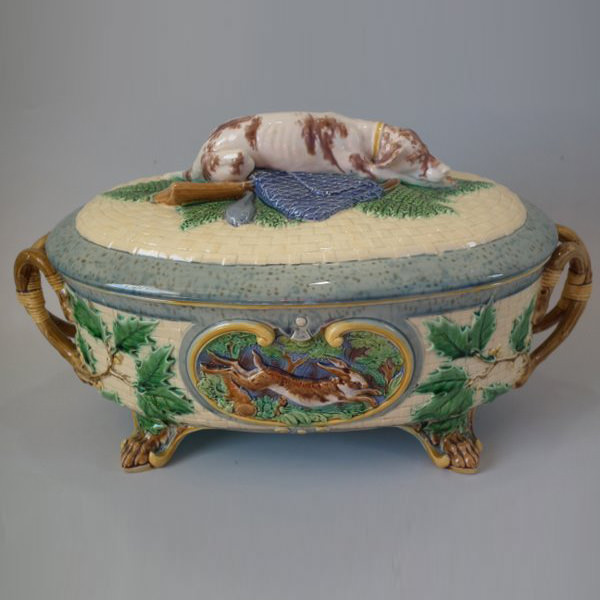
Посуда для пирога с дичью

Во второй половине XVIII века гончары, такие как Джозайя Веджвуд, внедрили промышленные процессы, которые сделали возможным массовое производство глазурованных керамических сосудов, способных выдерживать жар печи, по относительно низким ценам. Следуя предложению Ричарда Ловелла Эджворта в 1786 году, Веджвуд начал делать блюда для пирогов с внутренним вкладышем для хранения содержимого и декоративной крышкой. Это была полезная альтернатива традиционному коробу из теста, поскольку в то время наблюдалась повсеместная нехватка пшеницы, вызванная ранней промышленной революцией в сочетании с нарушением торговли во время наполеоновских войн. Блюда Веджвуда часто украшались рельефными изображениями из мертвой дичи и виноградных листьев, а ручка крышки часто изображала зайца или корнеплод. Некоторые конструкции создавали иллюзию кондитерского короба с крышкой. Уильям Джесси в своей биографии Бо Браммеля 1844 года говорит, что этот дизайн был представлен в 1800 году, когда королевская семья запретила использовать муку для выпечки на своих кухнях, вместо этого используя рис.
Изобретение формы для пирога из пружинного металла позволило использовать более тонкое тесто, чем старомодное тесто с корочкой на горячей воде, а также придать поверхности теста гораздо более мелкие декоративные детали. Формы продавались во многих различных конструкциях.
Изделия из майолики представил в 1851 году гончар Герберт Минтон, это была фаянсовая керамика, украшенная рельефными фигурами и блестящей глазурью. До недавнего времени только аристократия и дворянство имели право употреблять дичь, и по-прежнему существовало множество ограничений. Дорогие блюда из майолики для пирогов с дичью, украшенные изображениями роскошных диких животных, использовались амбициозными семьями среднего класса, чтобы показать, что у них есть богатство или связи, чтобы получить дичь, которую они подавали своим гостям на законных основаниях, а не через чёрный рынок.

## Поздние викторианцы и XX век
По мере развития викторианской эпохи средний класс быстро рос, стремясь к образу жизни, который был прерогативой привилегированного меньшинства. Пионеры кулинарии, такие как Алексис Сойер, представили новые методы приготовления пищи для масс, основанные на научных принципах и газовых духовках. Миссис Битон обратилась к широкой аудитории в своей «Book of Household Management» 1861 года, дав простые рецепты пирога с тетеревом и куропаткой, а также рецепты приготовления другой обычной дичи, такой как дикая утка, заяц, коростель, фазан, ржанка, куропатка, перепел, оленина и др.
Пирог с дичью постепенно терял свою снобистскую привлекательность и популярность. В романе «Брачный сезон» П. Г. Вудхауз отмечает, что Кэтсмит Поттер-Пирбрайт однажды, сидя у окна в углу, шесть раз подряд попал булочками в пирог с дичью. В «Мерзкой плоти» (англ. Vile Bodies), романе о периоде между Первой и Второй мировыми войнами, Ивлин Во описывает пирог с дичью в вымышленном клубе Shepherd’s как «довольно черный внутри, полный клювов, пуль и необъяснимых позвонков».

## Современные варианты

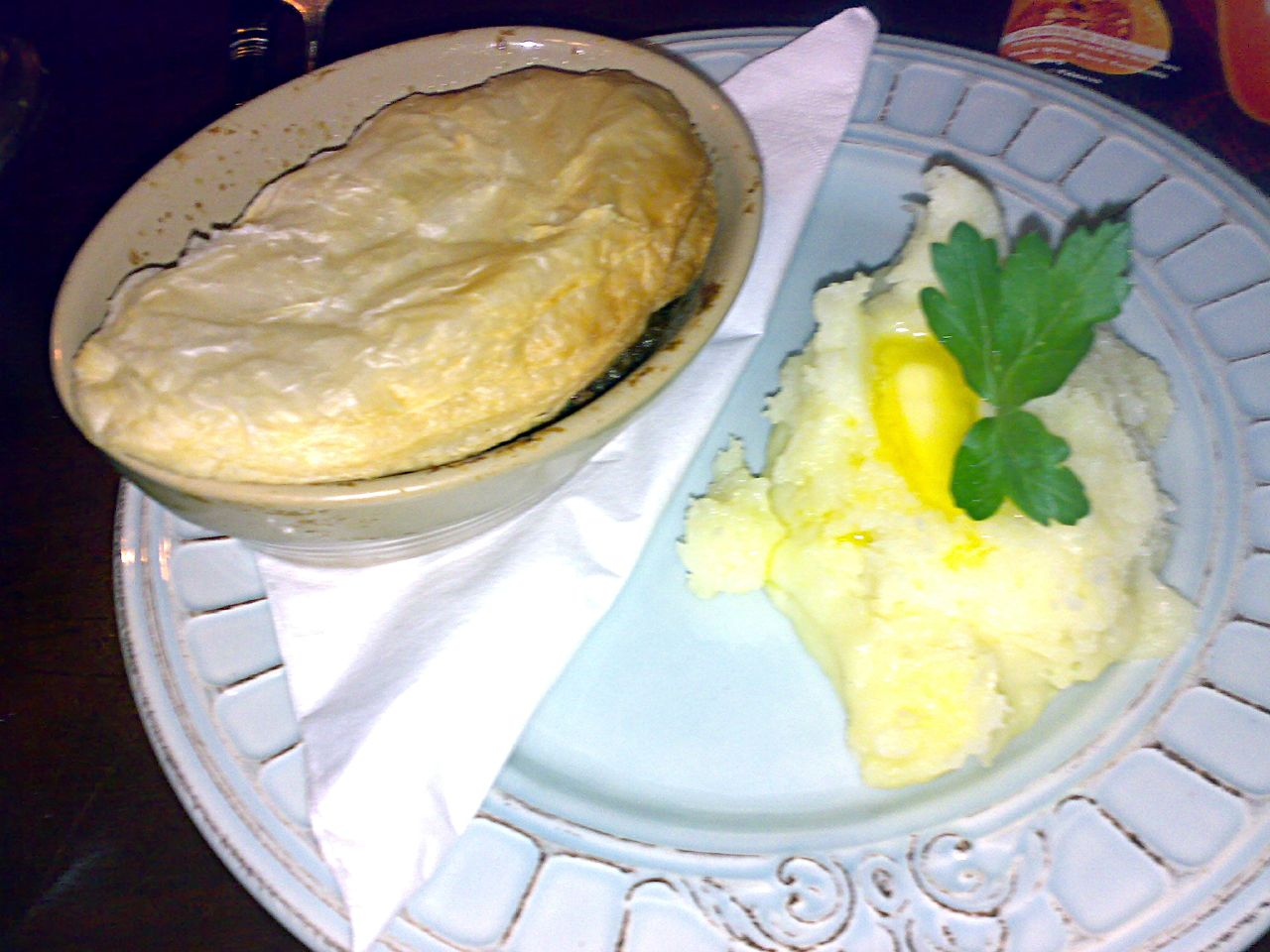
Пирог с дичью в кафе в Лейте, Эдинбург, Шотландия

Сегодня во многих ресторанах подают пироги с дичью, и существует множество современных рецептов, но они обычно сильно отличаются от традиционных холодных пирогов с дичью. Обычно они содержат пикантное рагу из коммерчески доступного мяса, такого как кролик и оленина, перепел и фазан, но не птицы, такие как голуби, дрозды, скворцы, черные дрозды и вороны, которые обычно использовались в прошлом. Обычно их подают горячими, и у них может не быть оболочки, а только крышка из теста, а в ресторанах в последнюю минуту добавляется только крышка из слоёного теста.